# Свільча (гміна)
Гміна Свільча (пол. Gmina Świlcza) — сільська гміна у східній Польщі. Належить до Ряшівського повіту Підкарпатського воєводства.
Станом на 31 грудня 2011 у гміні проживало 15973 особи.

## Територія
Згідно з даними за 2007 рік площа гміни становила 128.42 км², у тому числі:
- орні землі: 73.00%
- ліси: 18.00%

Таким чином, площа гміни становить 10.54% площі повіту.

## Населення
Станом на 31 грудня 2011:
| Опис     | Загалом | Загалом | Чоловіки | Чоловіки | Жінки | Жінки |
| -------- | ------- | ------- | -------- | -------- | ----- | ----- |
| одиниця  | осіб    | %       | осіб     | %        | осіб  | %     |
| все      | 15973   | 100     | 7868     | 49.26    | 8105  | 50.74 |
| міське   | 0       | 100     | 0        |          | 0     |       |
| сільське | 15973   | 100     | 7868     | 49.26    | 8105  | 50.74 |

## Солтиства
Блендова Зґлобєньска, Братковіце, Домброва, Мровля, Рудна Вєлька, Свільча, Тшцяна, Волічка.

## Історія
Об'єднана сільська гміна Свільча Ряшівського повіту Львівського воєводства утворена 1 серпня 1934 р. внаслідок об'єднання дотогочасних (збережених від Австро-Угорщини) громад сіл (гмін): Братковіце, Бзянка, Домброва, Мровля, Поґвіздув Нови, Пшибишувка, Рудна Мала, Рудна Вєлька, Свільча, Тшцяна, Волічка.

## Сусідні гміни
Гміна Свільча межує з такими гмінами: Богухвала, Глогув-Малопольський, Івежице, Кольбушова, Сендзішув-Малопольський.